# Albergues sul-africanos
Os albergues sul-africanos eram alojamentos para trabalhadores negros, criados na época do apartheid, a política de segregação racial que vigorou na África do Sul de 1948 a 1990.
Eram construções severas, feitas de blocos de concreto, sem ventilação, que funcionavam como dormitórios.
Lá só podiam ser alojados os que estivessem empregados e possuíssem um passe, concedido pelos brancos. Os trabalhadores não podiam levar mulher nem filhos para os albergues. Cada dormitório, construído para abrigar até quatro pessoas, muitas vezes alojava até dezesseis trabalhadores, amontoados com suas roupas, mantimentos, utensílios e outros objetos.
Os albergues tinham péssimas condições de conservação e higiene. O lixo espalhava-se, junto com ratos e baratas. Os banheiros não tinham portas, e no inverno os trabalhadores eram obrigados a tomar banho frio, numa temperatura abaixo de zero grau Celsius. No verão, o calor e o mau cheiro eram insuportáveis.
No entanto, apesar dessas péssimas condições, os albergues serviram mutias vezes de refúgio para famílias descendentes de zulus, em combate com brancos ou com outras etnias, o que agravava as suas condições precárias.

## Referência
- MARINOVICH, Greg, SILVA, João. “Albergues em Joanesburgo”. In: O clube do bang-bang. São Paulo: Companhia das Letras, 2003, p. 30-33.